# ARITH-MATIC
ARITH-MATIC é uma extensão da linguagem de programação A-2 da Grace Hopper, desenvolvida por volta de 1955. ARITH-MATIC era originalmente conhecida como A-3, mas foi renomeada pelo departamento de marketing da Remington Rand UNIVAC.

## Algumas subrotinas da ARITH-MATIC[2]
| Tipo                 | Subrotina    | Descrição   | Explicação                                         |
| -------------------- | ------------ | ----------- | -------------------------------------------------- |
| Aritmética           | AAO(A)(B)(C) | A+B=C       | O primeiro A é de aritmética e o segundo de adição |
| Aritmética           | ASO(A)(B)(C) | A-B=C       | O S no meio representa subtração                   |
| Aritmética           | AMO(A)(B)(C) | A*B=C       | O M no meio representa multiplicação               |
| Aritmética           | ADO(A)(B)(C) | A/B=C       | O D no meio representa divisão                     |
| Trigonométrica       | TSO(A)OOO(B) | Sin(A)=B    | O S no meio representa seno                        |
| Trigonométrica       | TCO(A)OOO(B) | Cos(A)=B    | O C no meio representa cosseno                     |
| Trigonométrica       | TTO(A)OOO(B) | Tan(A)=B    | O T no meio representa tangente                    |
| Trigonométrica       | TAT(A)OOO(B) | Arctan(A)=B | O AT da metade para o fim representa Arco tangente |
| Hiperbólica          | HSO(A)OOO(B) | Sinh(A)=B   | O S no meio representa Seno h                      |
| Hiperbólica          | HCO(A)OOO(B) | Cosh(A)=B   | O C no meio representa Cosseno h                   |
| Hiperbólica          | HTO(A)OOO(B) | Tanh(A)=B   | O T no meio representa Tangente h                  |
| Matemática em geral  | SQR(A)OOO(B) | Sqrt(A)=B   |                                                    |
| General Mathematical | APN(A)(N)(B) | A**N=B      | **: Exponenciação                                  |